# Rumpler C.I
Rumpler C.I – niemiecki samolot rozpoznawczy i lekki bombowiec. Zaprojektowany i zbudowany w 1915 roku w wytwórni lotniczej Rumpler Flugzeugwerke.

## Historia
W 1915 roku Edmund Rumpler zbudował w swojej wytwórni dwumiejscowy samolot w układzie dwupłata. Po kilku lotach próbnych samolot ten wykonał w ciągu 18 godzin lot bez lądowania z Berlina do Konstantynopola. Po tym osiągnięciu rozpoczęto produkcję dla potrzeb wojska dwóch wersji samolotów rozpoznawczo-bombowych Rumpler B.I i Rumpler B.II, które różniły się między sobą tylko rodzajem zastosowanego silnika. Samoloty te wykorzystywano na froncie zachodnim I wojny światowej, gdzie zdały egzamin jako samoloty rozpoznawcze dla współdziałania z artylerią i piechotą.
W związku z tym w 1915 roku powstała nowa wersja oznaczona jako Rumpler C.I o lepszych osiągach niż wcześniejsze wersje. Nowy samolot miał szczególnie duża długotrwałość lotu, co było wykorzystywane przy prowadzeniu obserwacji pola walki. Rumpler C.I mógł być również stosowany do szkolenia pilotów.
Rumpler C.Ia produkowany także na licencji przez zakłady Hawa w Hanowerze, początkowo jako Hannover C.II, ostatecznie Rumpler C.Ia (Han).
Samoloty Rumpler C.I sukcesywnie od 1916 roku kierowane były najpierw na front zachodni w Europie, potem na front wschodni. Używano ich także w Macedonii i Palestynie. Na Bliskim Wschodzie używano również tych samolotów do bombardowania, wówczas wyposażano je w 100 kg bomb.

## Opis konstrukcji

Silnik Mercedes D.IIIa eksponowany w MLP w Krakowie

Kadłub samolotu Rumpler C.I miał konstrukcję drewnianą, kratownicową i skrzyniową, mieścił w  przedniej części mieścił silnik rzędowy, w górnej części odkryty, chłodzony cieczą. Nad silnikiem wystawała wyprowadzona do góry rura wydechowa odprowadzająca spaliny ze wszystkich cylindrów. Za silnikiem w kadłubie znajdowały się jedna za drugą dwie kabiny odkryte – pierwsza pilota, druga obserwator. Z tyłu kadłuba przymocowane było skośne usterzenie klasyczne dzielące się na stateczniki i stery. Pokrycie kadłuba przy silniku stanowiła blacha aluminiowa, w pozostałej części sklejka i płótno. Płaty drewniane o kształcie prostokątnym, pokryte płótnem, połączone ze sobą słupkami i usztywnione cięgnami stalowymi. Na środku górnego płata zamontowano chłodnicę cieczy, połączoną rurkami z silnikiem. Lotki umieszczono jedynie na górnym płacie.

## Użycie w Wojsku Polskim
Po zakończeniu I wojny światowej oddziały polskie na terenie byłej Kongresówki i w Małopolsce przejęły od Niemców w listopadzie 1918 roku 21 samolotów Rumpler C.I, a ponadto w warsztatach Stacji Lotniczej w Poznaniu na lotnisku Ławica ze zdobytych podzespołów i części zmontowano jeszcze w 1920 roku 6 samolotów tego typu.
W samoloty Rumpler C.I wyposażono eskadry wywiadowcze nr 2., 5., 6., 8., 12. i 14. Stosowano je w czasie wojny polsko-bolszewickiej w 1920 roku do rozpoznania, po jej zakończeniu niektóre ocalałe egzemplarze stosowano do szkolenia i treningu załóg.
W 1922 roku samoloty Rumpler C.I wycofano z eksploatacji i zezłomowano.

## Opis techniczny
Samolot Rumpler C.I był dwumiejscowym samolotem wielozdaniowym, dwupłatem o konstrukcji mieszanej. Podwozie klasyczne – stałe. Napęd silnik rzędowy 6-cylindrowy Mercedes D.III, śmigło dwułopatowe drewniane.